# سانشو الأول ملك ليون

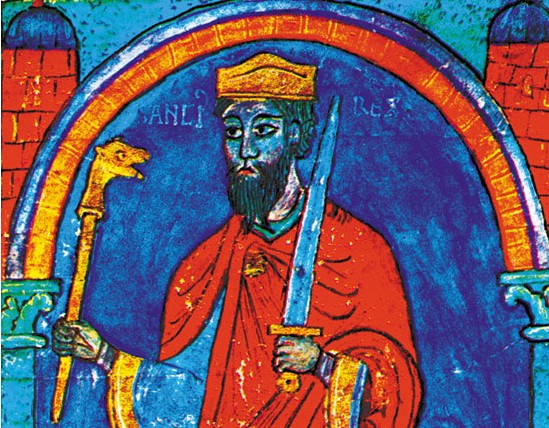
سانشو الأول.

سانشو الأول ملك ليون (المتوفي عام 966 م)، المعروف بلقب البدين.
سانشو الأول هو ابن راميرو الثاني ملك ليون والملكة أوراكا سانشيز النافارية، وحفيد سانشو الأول ملك نافارا وتودا النافارية. خلف سانشو أخيه غير الشقيق أردونيو الثالث عام 956 م، وظل ملكًا حتى وفاته، ما عدا بين عامي 958-960، عندما اغتصب أردونيو الخبيث العرش.
في البداية، حكم سانشو بمشاركة أخيه أردونيو الثالث بعد وفاة والدهما عام 951 م. وبعد وفاة أردونيو، انفرد بالعرش لمدة عامين، حيث خلعه النبلاء بقيادة فرنان غونثالث كونت قشتالة، لبدانته المفرطة. ووفقًا للمؤرخ رينهارت دوزي، فقد استطاع سانشو في منفاه في الأندلس أن يتخلص من جزء من وزنه الزائد على يد الطبيب حسداي بن شفروط. في الوقت نفسه، بدأ التخطيط لاستعادة عرشه. فذهب أولاً لجدته تودا طلبًا لمساعدتها، ثم عقد معاهدة مع المسلمين، وبمساعدة من نبلاء ليون ونافارا، استولى على سمورة عام 959 م، ومن ثمّ استعاد عرشه بعد ذلك بفترة وجيزة.
وبعد أن نقض عهده مع المسلمين، تعرض لعدد من حملات المسلمين العقابية. كما شهدت سنوات حكمه الأخيرة، تنامي استقلالية نبلاء قشتالة وجليقية. وقد قتل سانشو بالسُمّ على يدي ولده راميرو الثالث.